# الاتحاد البريدي العالمي
الاتحاد البريدي العالمي (بالإنجليزية: Universal Postal Union) ويعرف اختصاراً UPU أنشأ في 9 تشرين الأول/ أكتوبر 1874م، في العاصمة برن السويسرية. يعد ثاني أقدم منظمة دولية في العالم. يضم 192 دولة. وهو المحفل الرئيسي للتعاون بين الجهات الفاعلة في القطاع البريدي. أصبح الاتحاد البريدي العالمي منظمة متخصصة تابعة للأمم المتحدة (UN) في 1 تموز/يوليو 1948، وعلى هذا النحو، يساهم الاتحاد البريدي العالمي في وضع سياسات وأنشطة الأمم المتحدة بهدف تعزيز التنمية الاجتماعية والاقتصادية.
يتم الاحتفال باليوم العالمي للبريد في 9 تشرين الأول/أكتوبر، ذكرى تأسيس الاتحاد البريدي العالمي.

## وصلات خارجية
- الموقع الرسمي